# Чекерд велетенський
Чекерд Гігантський або Строкач — порода великих кролів м'ясо-шкуркового напрямку.

## Біологічні характеристики

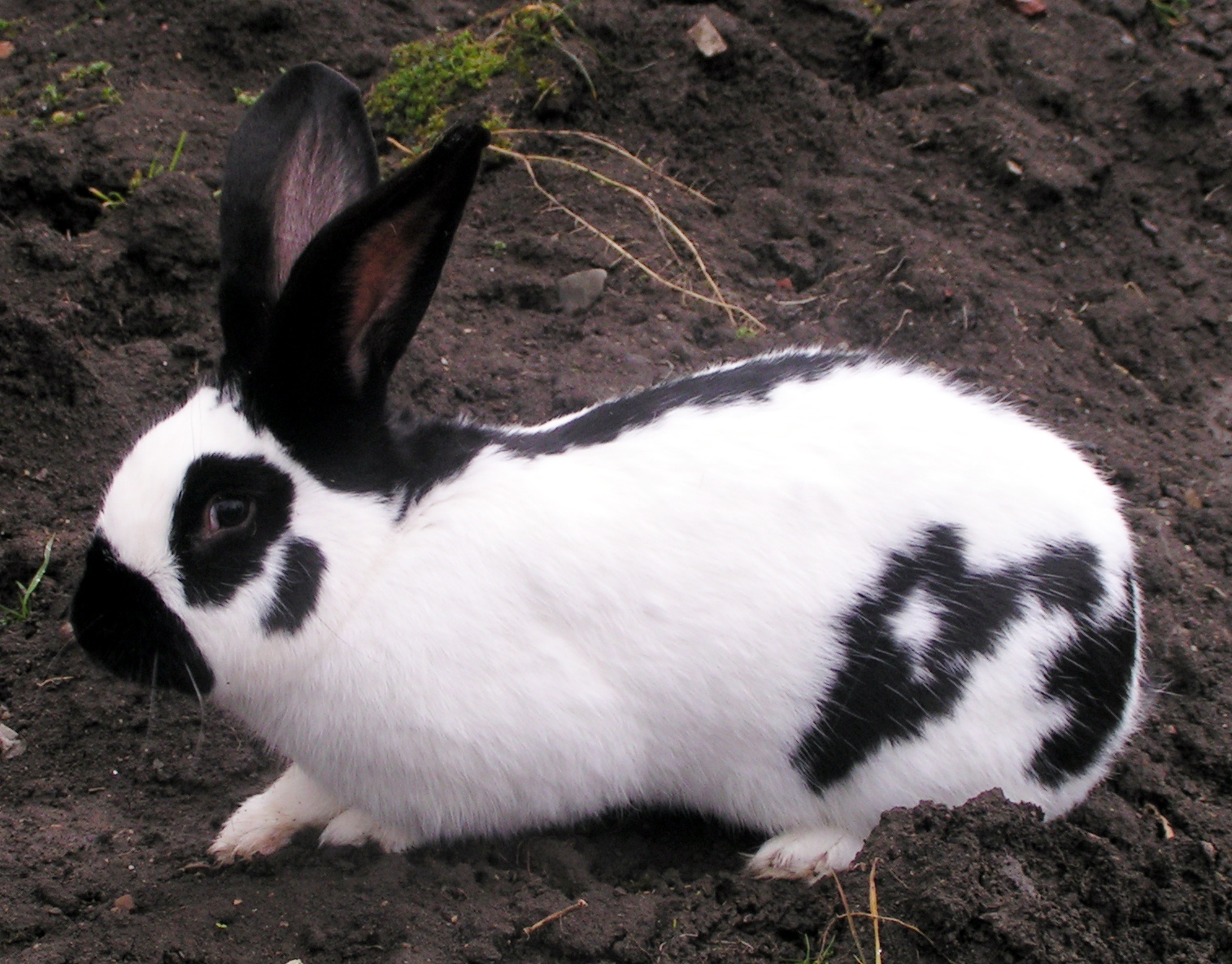
Чекерд гігантський

Строкач - гігантський кролик, верхньої планки ваги немає, самки важать не менше 5,4 кг, а самці від 5 кг. Відомі дійсно гігантські екземпляри кроликів Строкач вагою понад 11 кг.
Вуха кролика Строкач великі, вертикально посаджені, довжиною близько 15 см. Статура щільна, тулуб витягнутий, кремезний, тушка щільна.
Основне забарвлення - біле, з насиченим чорним або блакитним кольором метелика на носі, вух і плям на боках, а також рівним поясом, спускається уздовж спини від вух до хвоста.

## Історія

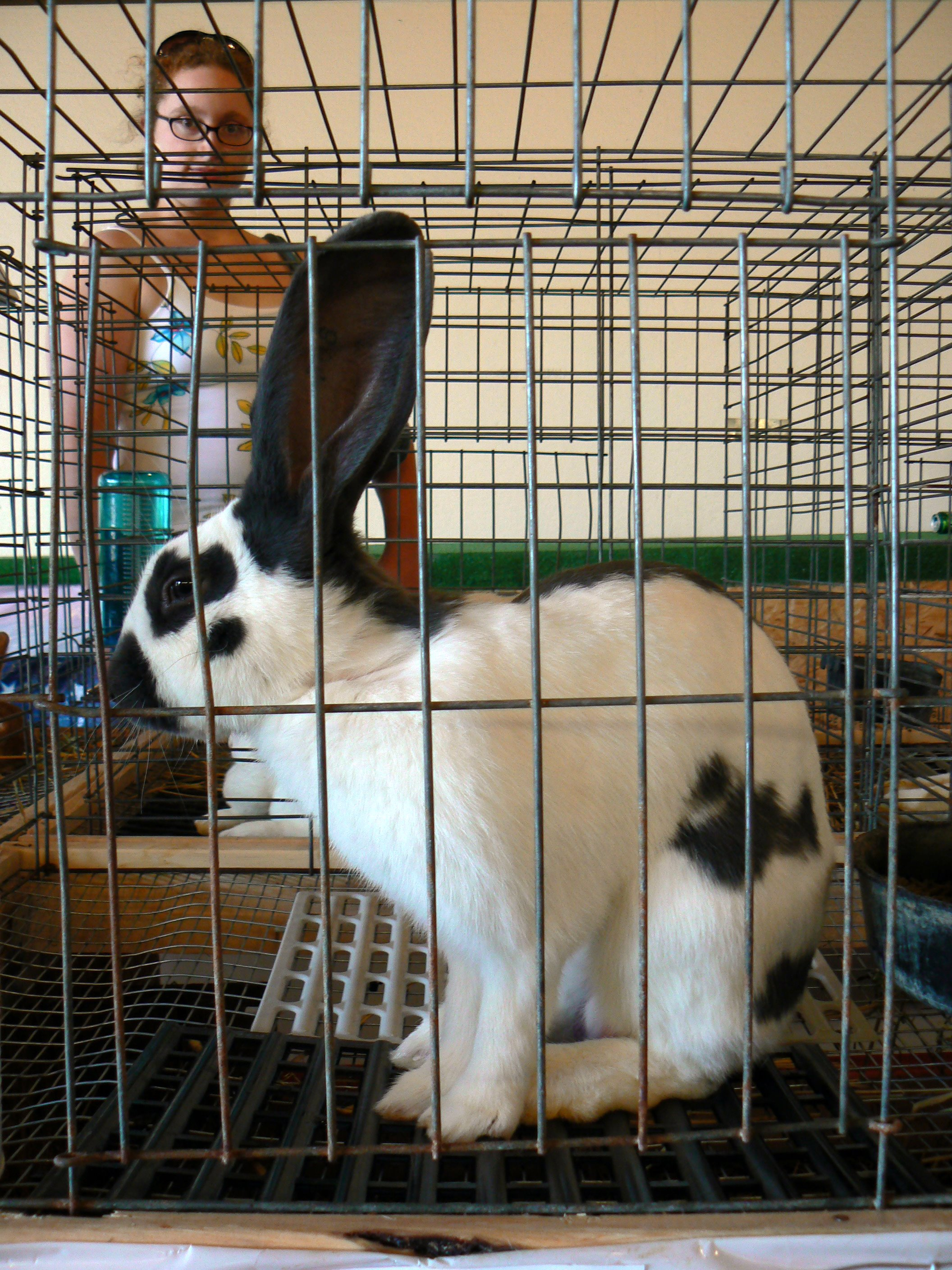
Чекерд гігантський

Порода була виведена в німецькій Лотарингії приблизно в кінці 1800-х років. Історія почалася з того, що німецькі заводчики схрестили Фламандських Гігантів, Французьких Баранів (висловухих) і місцевих німецьких плямистих кроликів, отримавши породу Ленд Кенінхен, яка важила 4,5 -5,5 кг.
У той же час тривав відбір і розведення Фламандських Гігантів і Ленд Кенінхен, з метою отримати більші екземпляри, і в результаті вийшов Німецький Строкатий Велетень.
Хоча породи Ленд Кенінхен і Німецький Строкатий Велетень були досить великими і багато в чому нагадували англійського плямистого кролика, у них не було характерного метелика на носі, до того ж розкид забарвлень був значним.
У 1904 році Отто Рейнгардт з Німеччини схрестив Німецького Строкатого Велетня з чорним Фламандським Гігантом і отримав породу Строкач або Гігантський Чекерд, якого ми знаємо сьогодні.